# Heteromorpha arborescens
Heteromorpha arborescens är en flockblommig växtart som först beskrevs av Spreng., och fick sitt nu gällande namn av Adelbert von Chamisso och Diederich Franz Leonhard von Schlechtendal. Heteromorpha arborescens ingår i släktet Heteromorpha och familjen flockblommiga växter.

## Underarter
Arten delas in i följande underarter:
- H. a. frutescens
- H. a. montana